# Marek Kulesza
Marek Kulesza (* 5. Oktober 1959 in Warschau) ist ein ehemaliger polnischer Radrennfahrer und nationaler Meister im Radsport.

## Sportliche Laufbahn
Kulesza, der 1976 mit dem Radsport begonnen hatte, war Straßenradsportler. Er gewann die polnische Meisterschaft 1978 bis 1980 und 1982 in der Mannschaftsverfolgung auf der Bahn u. a. mit Lechosław Michalak, Zbigniew Szczepkowski und Stefan Janowski. In der Einerverfolgung und im Einzelzeitfahren auf der Straße gewann er weitere Medaillen bei den nationalen Titelkämpfen. Er war Teilnehmer der Olympischen Sommerspiele 1980 in Moskau, wo er in der Mannschaftsverfolgung an den Start ging. 1979 startete er bei den UCI-Bahn-Weltmeisterschaften im Punktefahren und in der Mannschaftsverfolgung.
Auch auf der Straße war er erfolgreich, so gewann er 1982 den Prolog der Polen-Rundfahrt und 1984 eine Etappe der Olympia’s Tour door Nederland. Er beendete 1983 seine Laufbahn.